# Agustín de Samaniego
Agustín de Samaniego (Madrid, s. XVI-XVII) va ser un militar castellà destacat a Flandes al servei de la infanta i governadora Isabel Clara Eugènia, filla de Felip II de Castella, i del seu marit Albert d'Àustria.
Fill de Juan de Samaniego, navarrès natural de la localitat d'Estella, i de la madrilenya Beatriz de Frías y Bracamonte Agustín va servir com a gentilhome de la boca de la infanta Isabel i cavallerís de l'arxiduc Albert, consta el 1607, que quan va passar a Espanya va enviar una carta de recomanació a Felip III de Castella perquè Agustín rebés alguna d'hàbit o rendes. Va ser, a més, Capità de Llances Espanyoles i de Cuirasses dintre dels exèrcits destacats a Flandes, i va exercir com a membre del Consell de Guerra de la regió al voltant de 1628, on va restar durant molts anys. Va casar-se dues vegades, primer amb Anna d'Oyembruck de Düras, canonesa de Nibela, filla del baró de Meldre, amb qui va tenir a Alonso, nascut a Brussel·les i a qui se li va concedir l'hàbit de l'orde de Sant Jaume en reconeixement dels serveis d'Agustín; segon amb Margarida Bourch, amb qui va tenir al seu segon fill Juan, que es va establir a Ciudad Rodrigo.